# Перу на летних Олимпийских играх 1964
Перу принимала участие в Летних Олимпийских играх 1964 года в Токио (Япония) в пятый раз за свою историю. В соревнованиях в пяти видах спорта участвовали 30 мужчин и 1 женщина — 15-летняя пловчиха Росарио де Виванко стала первой женщиной-представительницей Перу на Олимпиадах. Олимпийским атташе был выбран Пабло Моран Валь, третий секретарь посольства Перу в Японии.

## Состав сборной
Баскетбол
1. Оскар Беналькасар
2. Мануэль Валерио
3. Хорхе Варгас
4. Карлос Васкес
5. Хосе Гусман
6. Луис Дуарте
7. Рауль Дуарте
8. Рикардо Дуарте
9. Энрике Дуарте
10. Симон Передес
11. Томас Санхио
12. Оскар Севилья

 Шоссейный велоспорт
1. Теофило Тода

 Лёгкая атлетика
1. Роберто Абугаттас
2. Хосе Каверо
3. Херальдо ди Толья

 Плавание
1. Карлос Канепа
2. Вальтер Ледгард
3. Густаво Окампо
4. Луис Пас
5. Аугусто Ферреро
6. Росарио де Виванко

 Стрельба
1. Эдуард де Атцель
2. Антонио Вита
3. Энрике Дибос
4. Оскар Касерес
5. Хавьер Касерес
6. Гильермо Корнехо
7. Карлос Ластаррия
8. Армандо Лопес-Торрес
9. Педро Пуэнте

## Результаты соревнований

### Баскетбол
Сборная Перу квалифицировалась на Олимпиаду через баскетбольный турнир Панамериканских игр 1963, став второй латиноамериканской командой, не обеспечившей себе ранее путёвку на турнир.
На Олимпиаде, выиграв два матча при пяти поражениях, сборная Перу заняла 7 место в своей группе. В первом квалификационном раунде за 13—16 места перуанцы в овертайме уступили Канаде, однако, обыграв впоследствии сборную Южной Кореи, заняли 15 место на турнире.
Состав
- Оскар Беналькасар[англ.]
- Мануэль Валерио[англ.]
- Хорхе Варгас[англ.]
- Карлос Васкес[англ.]
- Хосе Гусман[англ.]
- Луис Дуарте[англ.]
- Рауль Дуарте[англ.]
- Рикардо Дуарте[англ.]
- Энрике Дуарте[англ.]
- Симон Передес[англ.]
- Томас Санхио[англ.]
- Оскар Севилья[англ.]

Групповой этап (Группа B)
| Команда          | И | В | П | ОЗ  | ОП  | +/-  | Очки |
| ---------------- | - | - | - | --- | --- | ---- | ---- |
| США              | 7 | 7 | 0 | 569 | 333 | +236 | 14   |
| Бразилия         | 7 | 5 | 2 | 473 | 452 | +21  | 12   |
| Югославия        | 7 | 5 | 2 | 529 | 453 | +76  | 12   |
| Уругвай          | 7 | 4 | 3 | 472 | 482 | −10  | 11   |
| Финляндия        | 7 | 3 | 4 | 409 | 475 | −66  | 10   |
| Австралия        | 7 | 2 | 5 | 434 | 460 | −26  | 9    |
| Перу             | 7 | 2 | 5 | 431 | 453 | −22  | 9    |
| Республика Корея | 7 | 0 | 7 | 432 | 641 | −209 | 7    |

| 11 октября 1964 10:30 | Протокол | Бразилия                         | 50:58 | Перу | Токио, Национальный стадион Ёёги |
| 11 октября 1964 10:30 | Протокол | Счёт по половинам: 23-24, 27-34. |       |      | Токио, Национальный стадион Ёёги |

| 12 октября 1964 17:30 | Протокол | Австралия                        | 81:62 | Перу | Токио, Национальный стадион Ёёги |
| 12 октября 1964 17:30 | Протокол | Счёт по половинам: 47-33, 34-29. |       |      | Токио, Национальный стадион Ёёги |

| 13 октября 1964 09:00 | Протокол | США                              | 60:45 | Перу | Токио, Национальный стадион Ёёги |
| 13 октября 1964 09:00 | Протокол | Счёт по половинам: 37-18, 23-27. |       |      | Токио, Национальный стадион Ёёги |

| 14 октября 1964 13:30 | Протокол | Перу                             | 64:73 | Югославия | Токио, Национальный стадион Ёёги |
| 14 октября 1964 13:30 | Протокол | Счёт по половинам: 34-33, 30-40. |       |           | Токио, Национальный стадион Ёёги |

| 16 октября 1964 10:30 | Протокол | Перу                             | 84:57 | Республика Корея | Токио, Национальный стадион Ёёги |
| 16 октября 1964 10:30 | Протокол | Счёт по половинам: 41-20, 43-37. |       |                  | Токио, Национальный стадион Ёёги |

| 17 октября 1964 17:30 | Протокол | Перу                             | 59:63 | Финляндия | Токио, Национальный стадион Ёёги |
| 17 октября 1964 17:30 | Протокол | Счёт по половинам: 32-30, 27-33. |       |           | Токио, Национальный стадион Ёёги |

| 18 октября 1964 20:30 | Протокол | Уругвай                          | 69:59 | Перу | Токио, Национальный стадион Ёёги |
| 18 октября 1964 20:30 | Протокол | Счёт по половинам: 29-26, 40-33. |       |      | Токио, Национальный стадион Ёёги |

Квалификационный раунд
Матч за 13—16 места
| 20 октября 1964 15:30 | Протокол | Канада                                                     | 82:81 ОТ | Перу | Токио, Национальный стадион Ёёги |
| 20 октября 1964 15:30 | Протокол | Счёт по половинам: 43-28, 30-45. Дополнительное время: 9-8 |          |      | Токио, Национальный стадион Ёёги |

Матч за 15 место
| 22 октября 1964 14:00 | Протокол | Перу                             | 71:66 | Республика Корея | Токио, Национальный стадион Ёёги |
| 22 октября 1964 14:00 | Протокол | Счёт по половинам: 37-31, 34-35. |       |                  | Токио, Национальный стадион Ёёги |

## Велоспорт

### Шоссейный велоспорт
Мужчины
| Соревнование    | Спортсмены   | Время | Место | Отставание |
| --------------- | ------------ | ----- | ----- | ---------- |
| групповая гонка | Теофило Тода | DNF   | DNF   | DNF        |

## Лёгкая атлетика
Три спортсмена, представлявших Перу на соревнованиях по лёгкой атлетике, не смогли преодолеть квалификационные раунды в своих дисциплинах.
Мужчины
Беговые дисциплины
| Дисциплина                    | Спортсмен         | Предварительный раунд | Предварительный раунд | Предварительный раунд | Четвертьфиналы       | Четвертьфиналы       | Четвертьфиналы       | Полуфиналы           | Полуфиналы           | Полуфиналы           | Финал                | Финал                |                      |
| Дисциплина                    | Спортсмен         | Забег                 | Время                 | Место                 | Забег                | Время                | Место                | Забег                | Время                | Место                | Время                | Место                |                      |
| ----------------------------- | ----------------- | --------------------- | --------------------- | --------------------- | -------------------- | -------------------- | -------------------- | -------------------- | -------------------- | -------------------- | -------------------- | -------------------- | -------------------- |
| бег на 100 метров             | Херальдо ди Толья | 3                     | 10,9                  | 7                     | завершил выступление | завершил выступление | завершил выступление | завершил выступление | завершил выступление | завершил выступление | завершил выступление | завершил выступление |                      |
| бег на 200 метров             | Херальдо ди Толья | 1                     | 22,1                  | 7                     | завершил выступление | завершил выступление | завершил выступление | завершил выступление | завершил выступление | завершил выступление | завершил выступление | завершил выступление |                      |
| бег на 400 метров с барьерами | Хосе Каверо       | 4                     | 53,7                  | 6                     | не проводится        | не проводится        | не проводится        | завершил выступление | завершил выступление | завершил выступление | завершил выступление | завершил выступление | завершил выступление |

Технические дисциплины
| Дисциплина      | Спортсмен         | Квалификация | Квалификация | Финал                | Финал                |
| Дисциплина      | Спортсмен         | Результат    | Место        | Результат            | Место                |
| --------------- | ----------------- | ------------ | ------------ | -------------------- | -------------------- |
| прыжок в высоту | Роберто Абугаттас | 1,95         | 26           | завершил выступление | завершил выступление |

## Стрельба
Мужчины
| Спортсмен            | Соревнование                     | Финал     | Финал |
| Спортсмен            | Соревнование                     | Результат | Место |
| -------------------- | -------------------------------- | --------- | ----- |
| Эдуард де Атцель     | Трап                             | 182       | 34    |
| Энрике Дибос         | Трап                             | 178       | 37    |
| Гильермо Корнехо     | Скорострельный пистолет, 25 м    | 573       | 34    |
| Армандо Лопес-Торрес | Скорострельный пистолет, 25 м    | 553       | 43    |
| Антонио Вита         | Пистолет, 50 м                   | 550       | 6     |
| Педро Пуэнте         | Пистолет, 50 м                   | 494       | 50    |
| Оскар Касерес        | Винтовка из трёх положений, 50 м | 1114      | 30    |
| Карлос Ластаррия     | Винтовка из трёх положений, 50 м | 1086      | 46    |
| Оскар Касерес        | Винтовка лёжа, 50 м              | 584       | 49    |
| Хавьер Касерес       | Винтовка лёжа, 50 м              | 572       | 68    |